# Pueblo tepehua

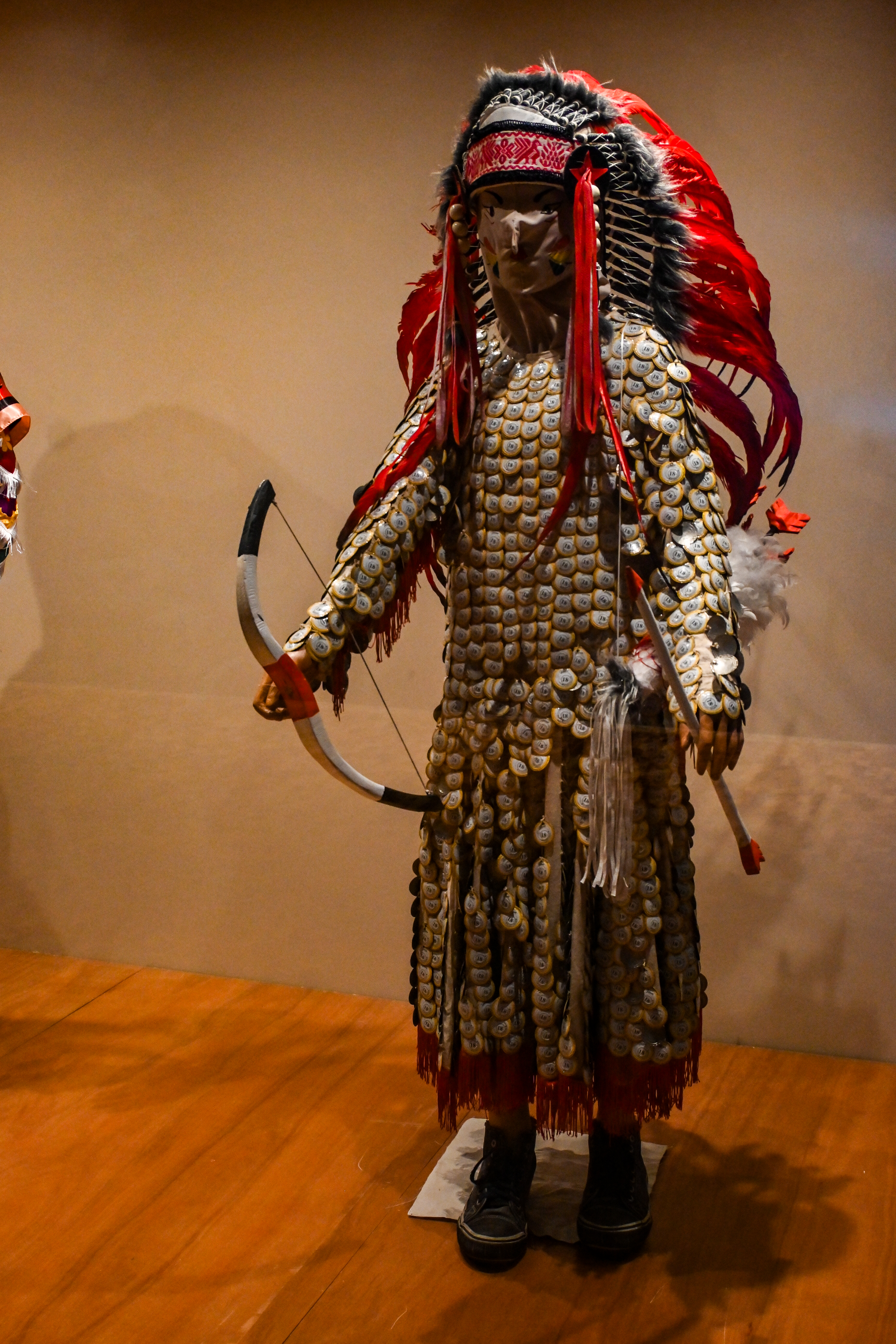
Traje ceremonial tepehua usada en la Danza de los comanches.

Los tepehuas son un pueblo indígena cuyo nombre significa en náhuatl, "gente de la montaña", aunque se refieren a sí mismos simplemente como nosotros, sin un término o gentilicio que englobe a un supuesto grupo étnico. También se han encontrado endoetnónimos que indican la misma idea castellanizada del náhuatl:
- masipijní: la gente tepehua
- hamasipiní: quien vive en una loma
- hamasip: dueños de cerrosi

Fundamentalmente habitan en los tres estados mexicanos de Hidalgo, Veracruz y Puebla. Los tepehuas se extienden sobre una amplia gama de asentamientos elevados, entre los 240 y 820 metros

## Ubicación
El territorio tepehua cubre un área estrecha y otras vertientes orientales de Sierra Madre Oriental,  fundamentalmente existen tres regiones tepehuas:
- Huehuetla en el estado de Hidalgo
- Tlachichilco en Veracruz
- Pisaflores Veracruz

Por otra parte el pueblo indígena tepehua está conformado por dos grupos etnolingüísticos distintos:
1. Tepehua del occidental, se ubican en Tlachichilco, Zontecomatlán y, en menor medida, Texcatepec.
2. Tepehua suroriental, se sitúan en disperso en Hidalgo, Puebla y Veracruz. A su vez, el grupo étnico tepehua suroriental se subdivide en tres:
  1. Tepehua meridional: habita en el municipio de Huehuetla.
  2. Tepehua oriental: desde hace siglos en el municipio de Ixhuatlán de Madero y que, durante la segunda mitad del siglo XX, se desplazó para asentarse en Francisco Z. Mena (Puebla) y en Pánuco (Veracruz)
  3. Tepehua poblano: a principios del siglo XX salió de Huehuetla (hidalgo) para avecindarse en comunidades totonacas de los municipios poblanos de Francisco Z. Mena, Venustiano Carranza y mayormente Pantepec.

## Cultura

### Lengua
El tepehua forma parte de la familia lingüística totonaques con el totonaca, y no tiene que ser confundido con la lengua uto-azteca llamada tepehuan; es una Lengua aglutinante, donde las palabras usan sufijos complejos para una variedad de propósitos con varios morfemas encadenados.